# Cuerpo cavernoso del clítoris
El cuerpo cavernoso del clítoris es una de un par de regiones esponjosas de tejido eréctil que se llenan de sangre durante la erección. Esto es homólogo al cuerpo cavernoso del pene. El término corpora cavernosa significa literalmente "cuerpos en forma de cueva".

## Estructura

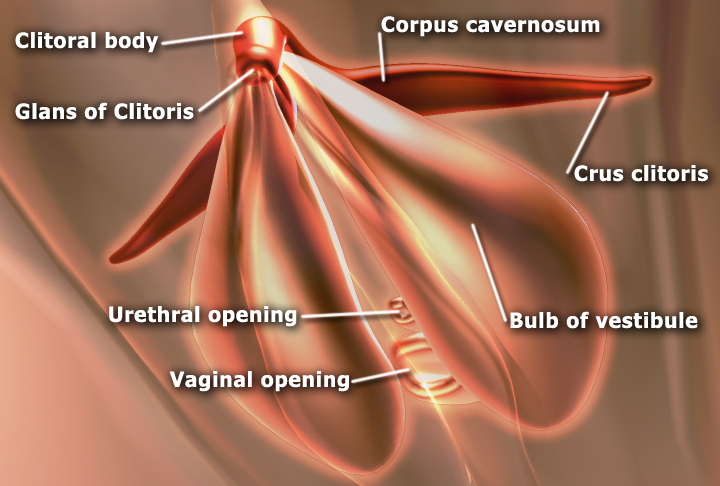
Muestra las subáreas del clítoris. Las áreas incluyen el glande del clítoris, el cuerpo, los crura. También muestra los bulbos vestibulares y los cuerpos cavernosos.

Los dos cuerpos cavernosos son tejidos eréctiles expansibles del clítoris.. Están unidos entre sí a lo largo de sus superficies mediales por un tabique fibroso incompleto. Cada cuerpo cavernoso está conectado a las ramas del pubis y del isquion por un pilar del clítoris. Hay conexión con el músculo isquiocavernoso. Cada uno puede medir hasta 7 cm de largo en un adulto.

### Desarrollo
El cuerpo cavernoso es homólogo al cuerpo cavernoso del pene en el varón. Se desarrolla a partir del tubérculo genital en el embrión.
El clítoris también tiene dos bulbos vestibulares debajo de la piel de los labios menores (en la entrada de la vagina), que se expanden al mismo tiempo que el glande del clítoris para cubrir los extremos de los cuerpos cavernosos.

### Microanatomía
El cuerpo cavernoso está hecho de un tejido esponjoso. Este contiene espacios irregulares llenos de sangre, revestidos por endotelio y separados por tabiques de tejido conectivo.

## Función
Los cuerpos cavernosos se llenan de sangre durante la erección del clítoris. Su tamaño aumenta de 2 a 3 veces. En algunas circunstancias, la liberación de óxido nítrico precede a la relajación de la arteria cavernosa del clítoris y del músculo cercano, en un proceso similar a la excitación masculina. Fluye más sangre a través de la arteria cavernosa del clítoris y aumenta la presión en los cuerpos cavernosos del clítoris. El clítoris se llena de sangre. Esto lleva a la extrusión del glande del clítoris y a una mayor sensibilidad al contacto físico.

## Relevancia clínica
Los cuerpos cavernosos pueden reducir su tamaño antes de la menopausia. Esto puede afectar la función sexual en algunas mujeres.